# Биофортификация
Биофортификация (биообогащение) — комплекс мер по улучшению питательных качеств культурных растений методами селекции с использованием ряда биотехнологий. Биообогащение отличается от традиционного обогащения продуктов в процессе их переработки, тем что обеспечивает повышенное содержание определённых ценных веществ в сельскохозяйственных культурах в процессе их возделывания.
Рассматривается как новое направление селекции, занимающееся созданием очень специализированных сортов пищевых культур, обогащённых необходимыми питательными веществами, витаминами и минералами.
Биофортификация применяется также к кормам животных, так как от питательности и экологической чистоты кормов зависит качество поступающих в пищу людям мясных продуктов. 
Следует различать биофортификацию, обогащение пищевых продуктов и биологически активные добавки. Биофортификация может применяться там, где по каким-то причинам трудно или неэффективно использовать добавки и обычное обогащение пищи (в процессе её переработки).

## Методы
Помимо методов собственно селекции могут применяться методы биотехнологий.
- Селекция
- Генетическая инженерия[4]
- Прайминг семян

## Примеры проектов биообогащения
- биообогащение цинком пшеницы, риса, бобовых, батата и кукурузы
- биообогащение аминокислотами и протеинами сорго и маниоки
- биообогащение каротиноидом (провитамином А) батата, кукурузы и маниоки
- биообогащение железом риса, бобовых, батата, маниоки и овощей
- генетически модифицированный «золотой рис» с увеличенным содержанием бета-каротина

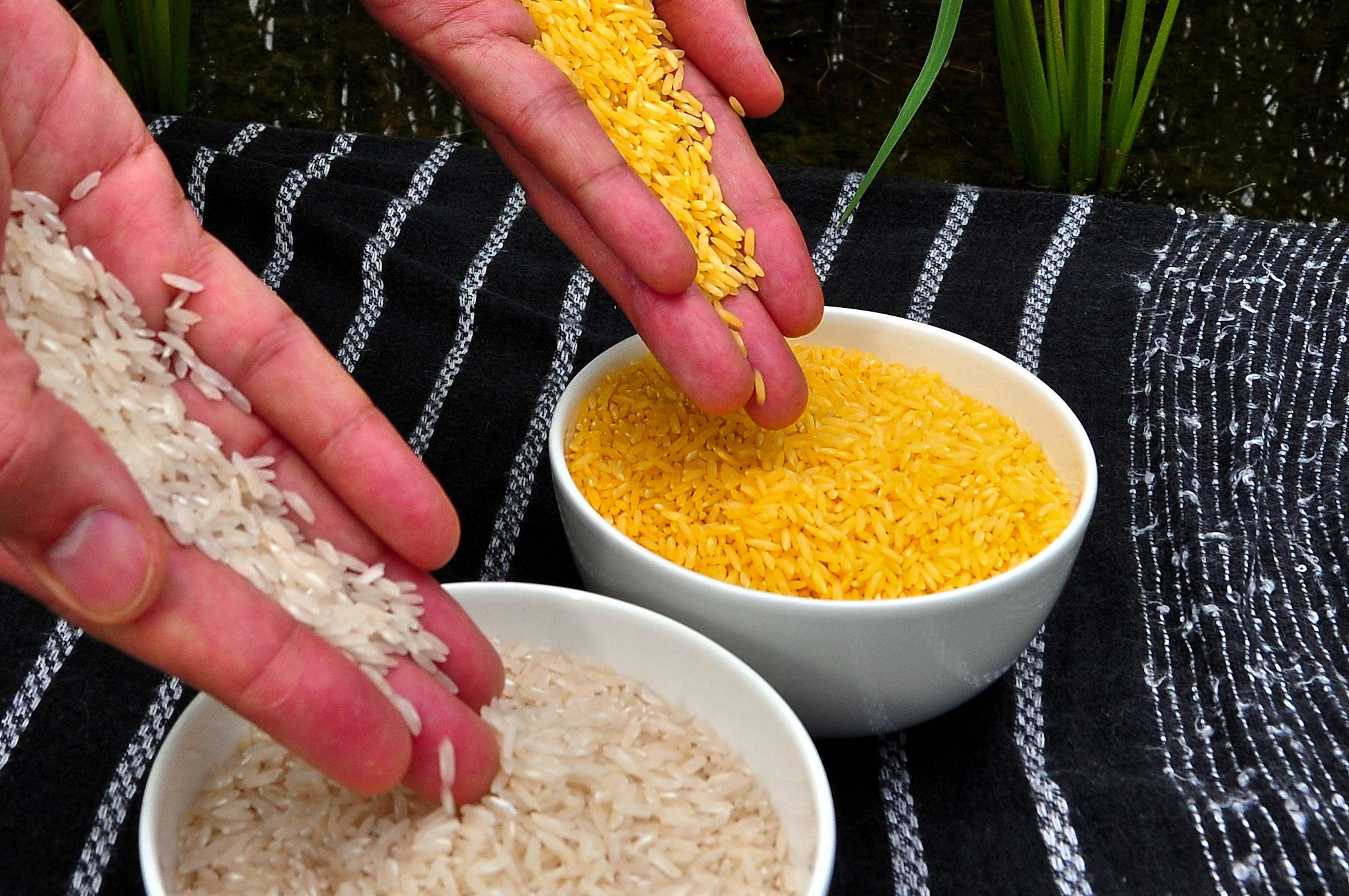
Золотой и обыкновенный рис
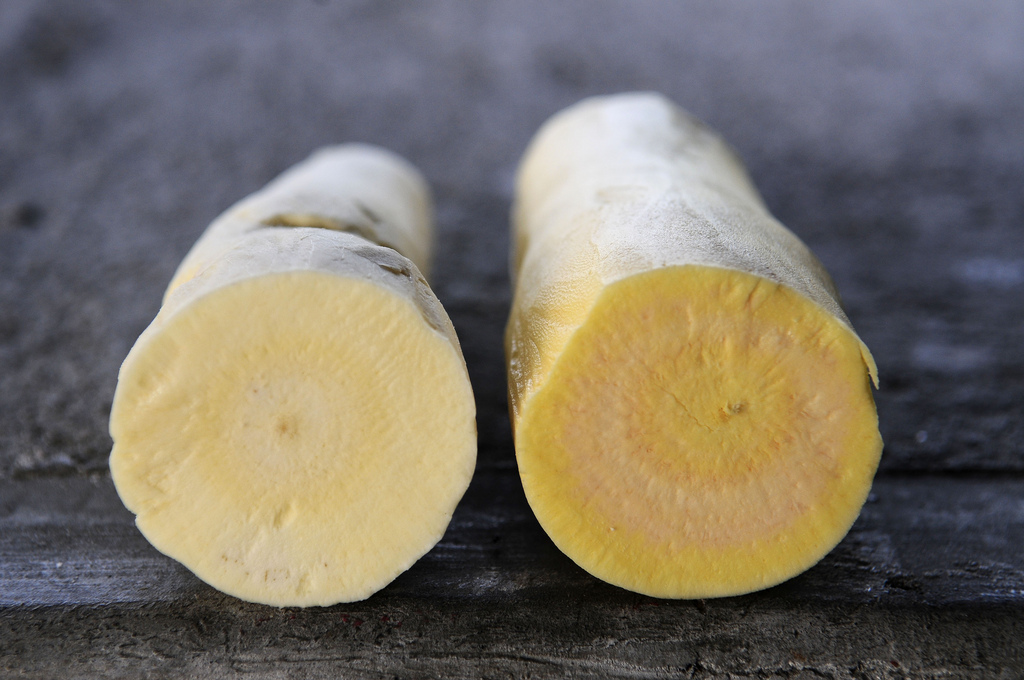
Маниок с увеличенным содержанием бета-каротина (справа)